# 元首制
古羅馬的元首制，是拉丁文Principatus（英文：Principate）此一政治制度的中文翻譯。Principatus源自於Princeps——直譯為第一公民。由這位第一公民來領導國家的制度，就稱為元首制。在羅馬史的劃分上，羅馬的「元首制」始於公元前27年，終止於三世紀的末期。
公元前一世紀的羅馬共和國發生了連番的內戰，最後由屋大維掃除群雄，建立不可動搖的政治地位。由於羅馬共和在傳統上，一向厭惡「國王」的稱號，於是屋大維便在共和國的架構上，讓第一公民同時擁有傳統的保民官、統帥等統治大權，並時常參與執政官的競選。基本上，元首制通常被認為是「披著共和制外衣」的君主制，而後代史學家通常用皇帝來指稱這個時期的國家領導人，並將屋大維改制後的羅馬國家視為羅馬帝國的開端。
雖然元首制時代的羅馬帝國領導人已經是一位終生執政的獨裁者，而共和時期的象徵——羅馬元老院——對於第一公民並不具備必要的抗衡之力，但元首制時期的羅馬皇帝仍需經過元老院的附議，法案才得以成立。並且當前任皇帝去世之後，即使國家群雄發起內戰奪權，繼任皇帝也必須經由元老院的認可，才算是法理上的羅馬皇帝。公元69年的維斯帕先皇帝受軍隊擁立為帝之後，朱利亞·克勞狄王朝終結，羅馬元老院便以共同決議的方式，明文訂立了羅馬皇帝的各項權力。從現今的銅版銘刻殘本中，後人可以得知元首制下的皇權特徵：
- 皇帝的權力基礎係由元老院和人民的授予，而非天授。
- 皇帝沒有整體與無所不包的權力，係由若干個別的執權，如行政、立法、外交、任免大權的集合，包括人民對其所生的威望。
- 皇帝必須受到法律的約束，亦即「法律超越於皇帝之上（Leges super principem）」。

在羅馬帝國時代，能夠成功施行元首制的皇帝，首推安敦尼王朝的五賢帝時期，皇權與上層階級合作，讓國政推行順暢。而在尼祿、圖密善時期，則是因為這兩股勢力彼此互相仇視，造成所謂的恐怖統治與政治騷動。
到了羅馬帝國的三世紀危機時期，元首制無論在實質或形式上，皆無法再維持舊的政治面貌。直到皇帝戴克里先執政，毋需元老院背書的「皇帝敕令」已成為帝國行政的方式，元老院退化成皇帝的「諮詢機構」，使得元首制結束。